# 阿卢
阿卢（法語：Alloue，法語發音：[alu]）是法国夏朗德省的一个市镇，位于该省东北部，属于孔福朗区。

## 地理
阿卢（46°1'35"N, 0°30'55"E）面积46.54 平方千米，位于法国新阿基坦大区夏朗德省，该省份为法国西部内陆省份，北起德塞夫勒省和维埃纳省，东临上维埃纳省，东南至多尔多涅省，南至多爾多涅省，西接滨海夏朗德省。
与阿卢接壤的市镇（或旧市镇、城区）包括：昂贝尔纳克、维埃纳河畔昂萨克、伯内、埃普内德、耶斯、普勒维尔、圣库唐。

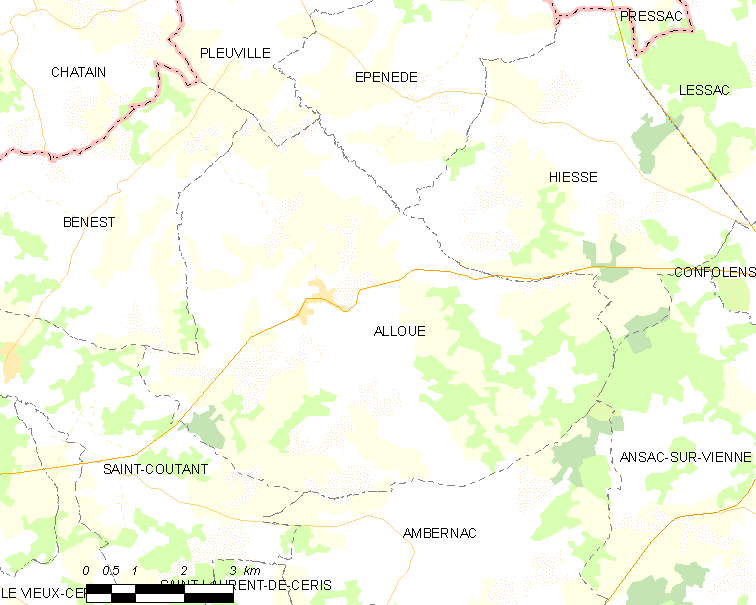
阿卢的OSM定位图

阿卢的时区为UTC+01:00、UTC+02:00（夏令时）。

## 行政
阿卢的邮政编码为16490，INSEE市镇编码为16007。

## 政治
阿卢所属的省级选区为夏朗德-博尼约尔县。

## 人口

1962-2008年间阿卢人口变化图示

阿卢于2022年1月1日时的人口数量为481人。